# Bitka pri Hanging Rock
Bitka pri Hanging Rock (6. avgust 1780) se je odvijala med ameriško revolucionarno vojno med ameriškimi patrioti in Kraljevino Veliko Britanijo. Bila je del kampanje generala milice Thomas Sumterja za nadlegovanje ali uničenje britanskih postojank v zaledju Južne Karoline, ki so bile ustanovljene po padcu Charlestona v maju 1780.
Pri bitki sta sodelovala bodoči predsednik Andrew Jackson (star 13 let) in njegov brat Robert.

## Ozadje
Skozi leto 1779 in v začetku leta 1780 je britanska "južna strategija" za ponovno pridobitev nadzora nad uporniškimi provincami v ameriški revolucionarni vojni potekala dobro, z uspešnimi amfibijskimi operacijami proti Savannah, Georgia in Charleston, Južna Karolina, ter z razbitjem nekaj preostalih čet kontinentalne vojske v Južni Karolini v bitki pri Waxhaws 29. maja 1780. Britanci, ki so popolnoma nadzorovali tako Južno Karolino kot Georgio, so ustanovili postojanke v notranjosti obeh držav, da bi novačili lojaliste in zatirali patriotsko nasprotovanje.
Ena od teh postojank je bila ustanovljena pri Hanging Rocku, v današnjem okrožju Lancaster v Južni Karolini, južno od Heath Springs. Najsevernejša od britanskih postojank je bila dobro utrjena z več kot 1.400 britanskimi vojaki, vključno s 500-članskim "Ameriškim prostovoljnim polkom princa Walesa", lojalistično enoto Britanske vojske, lokalno lojalistično milico in nekaj dragoncev iz Britanske legije. Te sile so bile pod splošnim poveljstvom majorja Johna Cardena.
Američani so bili pod brigadnim generalom Thomas Sumterjem, ki je poveljeval četam, sestavljenim iz polka Fairfield majorja Richarda Winna, polka Chester polkovnika Edwarda Laceyja, polka York polkovnika Williama Hilla in majorja Williama Richardsona Davieja iz Waxhawsa v okrožju Lancaster s konjenico polkovnika Roberta Irwina iz okrožja Mecklenburg, Severna Karolina.
1. avgusta 1780 je Sumter sprožil napad na britansko postojanko pri Rocky Mountu, zahodno od Hanging Rocka na reki Catawba. Kot del tega napada je Sumter odposlal majorja Davieja na diverzantski napad na Hanging Rock. Davie je napadel utrjeno hišo in zajel 60 konj ter številno orožje, hkrati pa je Britancem povzročil žrtve. To pa ni preprečilo Britancem, da bi poslali čete iz Hanging Rocka za okrepitev tamkajšnje garnizije. Potem ko mu napad na Rocky Mount ni uspel, se je Sumter odločil napasti oslabljeno postojanko Hanging Rock.

## Bitka
Sumter se je odločil za načrt napada na tabor v treh konjeniških oddelkih. Zgodaj zjutraj je bil izveden začetni napad, kjer so Winnovi in Daviejevi možje popolnoma razbili Bryanov korpus. Po izstrelitvi salve je Sumterjevim strelcem uspelo razbiti tudi McCullochovo četo Britanske legije. Polk princa Walesa je bil prav tako pod močnim ognjem in je utrpel zelo hude izgube. Del polka princa Walesa se je nato približal in se spretno razporedil v gozdu ter preprečil napad upornikov z nenadnim navzkrižnim ognjem. To je Britancem omogočilo, da so se postavili v votli kvadrat na sredini očiščenega terena in se dodatno zaščitili s trikilogramskim topom, ki ga je pustila Rugeleyjeva milica iz Camdena.
V žaru bitke je major Carden izgubil živce in predal poveljstvo enemu od svojih mlajših častnikov. To je bila velika prelomnica za Američane. V nekem trenutku je stotnik Rousselet iz legijske pehote vodil napad in prisilil mnoge Sumterjeve može k umiku. Pomanjkanje streliva je Sumterju onemogočilo, da bi popolnoma uničil Britance. Bitka je divjala 3 ure brez premora, zaradi česar je veliko mož omedlelo od vročine in žeje.

## Posledice
Na koncu so Britanci izgubili 192 vojakov; Američani so izgubili 12 mrtvih in 41 ranjenih. Skupina Američanov je v britanskem taboru naletela na skladišče ruma in se tako napila, da jih ni bilo mogoče vrniti v bitko; tako so opiti Američani zapustili bojišče in se vrnili v bazni tabor v Waxhawu.
Zgodovinsko najdišče bitke pri Hanging Rockuje bilo uvrščeno v "Nacionalni register zgodovinskih krajev". Upravlja ga "Ministrstvo za naravne vire Južne Karoline". "American Battlefield Trust" in njegovi partnerji so do sredine leta 2023 pridobili in ohranili 172 akrov (0,70 km2) bojišča.